# گمی‌بوکو (تاش‌اوا)
گمی‌بوکو (به لاتین: Gemibükü) یک منطقهٔ مسکونی در ترکیه است که در تاشوا واقع شده‌است.